# Jan Bednarek (piłkarz)
Jan Kacper Bednarekⓘ (ur. 12 kwietnia 1996 w Słupcy) – polski piłkarz, występujący na pozycji środkowego obrońcy w portugalskim klubie FC Porto oraz w reprezentacji Polski. Uczestnik Mistrzostw Świata 2018 i 2022 oraz Mistrzostw Europy 2020 i 2024 .

## Kariera klubowa

### Początki kariery
Rozpoczął swoją karierę w Sokole Kleczew. Następnie miał możliwość transferu do Lecha Poznań, jednakże w 2011, za namową trenera Tadeusza Jarosa, zdecydował się na przejście do MSP Szamotuły.

### Lech Poznań
W 2012 trafił do akademii Lecha Poznań, gdzie przeszedł przez kolejne szczeble juniorskie, a także występował w zespole Młodej Ekstraklasy i w rezerwach pierwszej drużyny. Przed sezonem 2013/2014 został włączony do kadry pierwszej drużyny poznańskiego zespołu. Podczas trwania pierwszych ośmiu kolejek trenował z zespołem, jednak nie mieścił się w kadrze meczowej. 23 września 2013 znalazł się w kadrze; wyszedł wówczas w pierwszym składzie na mecz 9. kolejki Ekstraklasy z Piastem Gliwice. Zagrał pełne 90 minut, zbierając dobre recenzje, a jego zespół wygrał to spotkanie 2:0. W następnej kolejce przeciwko Widzewowi Łódź znalazł się na ławce rezerwowych. Kolejny występ w sezonie 2013/2014 zanotował 1 marca 2014, zastępując w doliczonym czasie gry, wygranego 4:0 spotkania z Piastem Gliwice, Szymona Pawłowskiego. W kolejnym sezonie nadal początkowo był rezerwowym. 7 listopada 2014 w 15. kolejce Ekstraklasy zagrał 90 minut w zremisowanym 1:1 meczu z Podbeskidziem. Następnie wystąpił jeszcze w 19. kolejce przeciwko Lechii Gdańsk. W całym sezonie zagrał jedynie w dwóch ligowych spotkaniach Lecha, który w tym sezonie wywalczył mistrzostwo Polski. Ponadto wystąpił jeszcze w dwóch spotkaniach Pucharu Polski, w którym udział Lech zakończył się na występie w finale.

### Wypożyczenie do Górnika Łęczna
14 lipca 2015, nie mogąc liczyć na regularne występy w Lechu, Bednarek został wypożyczony do Górnika Łęczna. Sezon 2015/2016 rozpoczął tam jako rezerwowy. W klubie zadebiutował 29 sierpnia 2015 w meczu 7. kolejki Ekstraklasy z Piastem Gliwice, jednak nie wywalczył pewnego miejsca w pierwszej jedenastce drużyny z Lubelszczyzny. Wywalczył je dopiero w 31. kolejce Ekstraklasy występem przeciwko Jagiellonii Białystok, kiedy to rozegrał pełne 90 minut. Wystąpił następnie w sześciu pozostałych do końca sezonu kolejkach w pierwszym składzie.

### Powrót do Lecha
Po sezonie powrócił do Lecha. Sezon 2016/2017 po raz kolejny rozpoczął jako rezerwowy. Pierwszy ligowy mecz w nowym sezonie rozegrał w 5. kolejce Ekstraklasy 12 sierpnia 2016 przeciwko Cracovii. Zagrał wówczas 90 minut, a także strzelił swoją debiutancką bramkę dla Lecha, który wygrał to spotkanie 2:1. Od tamtego meczu do końca sezonu był już podstawowym obrońcą poznańskiej drużyny, z którą finiszował na 3. miejscu w tabeli Ekstraklasy i dotarł do finału Pucharu Polski, gdzie jego klub przegrał 2:1 z Arką Gdynia. 4 lutego 2017 został wybrany odkryciem roku 2016 w Plebiscycie Tygodnika „Piłka Nożna”.

### Southampton
W czerwcu 2017 Bednarek udał się na testy do angielskiego Southampton. 1 lipca 2017 podpisał z nowym klubem pięcioletni kontrakt. 14 kwietnia 2018 zadebiutował w Premier League, zdobywając bramkę w 60. minucie przegranego 2:3 spotkania z Chelsea. W sezonie 2022/2023 spadł z ligi.

### Aston Villa
Tuż po północy 2 września 2022 Aston Villa poinformowała, że Jan Bednarek został do tego klubu na rok wypożyczony z Southampton. 23 stycznia 2023 Southampton poinformowało o wycofaniu Bednarka z wypożyczenia

### FC Porto
O północy 29 lipca 2025 Bednarek został ogłoszony nowym zawodnikiem trzeciej drużyny Primeira Liga, FC Porto. Został wykupiony przez portugalski klub z drużyny spadkowicza Premier League, Southampton F.C. za około 7,5 miliona euro i podpisał kontrakt do 2029. Chwilę później na oficjalnej stronie dwukrotnego zwycięzcy Ligi Mistrzów pojawiła się informacja, że reprezentant Polski będzie grał z numerem 5 na koszulce.

## Kariera reprezentacyjna

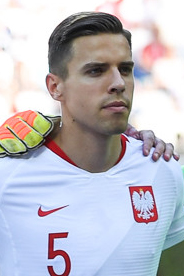
Jan Bednarek podczas MŚ 2018

Pierwsze występy w drużynie narodowej zaliczył 9 i 11 listopada 2010 w meczach kategorii U-14 przeciwko Niemcom (1:5 i 0:2).
W reprezentacji Polski zadebiutował 4 września 2017 w wygranym 3:0 meczu z Kazachstanem. W maju 2018 został powołany do szerokiej kadry na MŚ w Rosji, zaś w czerwcu dostał się do 23-osobowej kadry. Podczas mundialu w Rosji Bednarek zagrał we wszystkich trzech spotkaniach reprezentacji Polski. W pierwszym wchodząc z ławki, w pozostałych jako podstawowy zawodnik. 28 czerwca 2018 w ostatnim spotkaniu grupowym z Japonią zdobył zwycięskiego gola (1:0) oraz został wybrany zawodnikiem meczu.

## Statystyki

### Klubowe
(aktualne na dzień 1 stycznia 2023)
| Klub                 | Sezon              | Liga               | Liga  | Liga   | Puchar kraju | Puchar kraju | Puchar ligi | Puchar ligi | Europa | Europa | Inne  | Inne   | Suma  | Suma   |
| Klub                 | Sezon              | Liga               | Mecze | Bramki | Mecze        | Bramki       | Mecze       | Bramki      | Mecze  | Bramki | Mecze | Bramki | Mecze | Bramki |
| -------------------- | ------------------ | ------------------ | ----- | ------ | ------------ | ------------ | ----------- | ----------- | ------ | ------ | ----- | ------ | ----- | ------ |
| Lech Poznań          | 2013/14            | Ekstraklasa        | 2     | 0      | –            | –            | –           | –           | –      | –      | –     | –      | 2     | 0      |
| Lech Poznań          | 2014/15            | Ekstraklasa        | 2     | 0      | 2            | 0            | –           | –           | –      | –      | –     | –      | 4     | 0      |
| Górnik Łęczna (wyp.) | 2015/16            | Ekstraklasa        | 17    | 0      | 1            | 0            | –           | –           | –      | –      | –     | –      | 18    | 0      |
| Lech Poznań          | 2016/17            | Ekstraklasa        | 27    | 1      | 7            | 0            | –           | –           | –      | –      | –     | –      | 34    | 1      |
| Southampton          | 2017/18            | Premier League     | 5     | 1      | 2            | 0            | 1           | 0           | –      | –      | –     | –      | 8     | 1      |
| Southampton          | 2018/19            | Premier League     | 25    | 0      | –            | –            | 2           | 0           | –      | –      | –     | –      | 27    | 0      |
| Southampton          | 2019/20            | Premier League     | 34    | 1      | 2            | 0            | 3           | 0           | –      | –      | –     | –      | 39    | 1      |
| Southampton          | 2020/21            | Premier League     | 36    | 1      | 5            | 0            | 1           | 0           | –      | –      | –     | –      | 42    | 1      |
| Southampton          | 2021/22            | Premier League     | 31    | 4      | 1            | 0            | 2           | 0           | –      | –      | –     | –      | 34    | 4      |
| Southampton          | 2022/23            | Premier League     | 2     | 0      | 0            | 0            | 1           | 0           | –      | –      | –     | –      | 3     | 0      |
| Aston Villa (wyp.)   | 2022/23            | Premier League     | 3     | 0      | 0            | 0            | 0           | 0           | –      | –      | –     | –      | 3     | 0      |
| Ogólnie w karierze   | Ogólnie w karierze | Ogólnie w karierze | 184   | 8      | 20           | 0            | 10          | 0           | 0      | 0      | 0     | 0      | 214   | 8      |

### Reprezentacyjne
(aktualne na dzień 10 czerwca 2025)
| Reprezentacja | Rok     | Mecze | Bramki |
| ------------- | ------- | ----- | ------ |
| Polska        | 2017    | 1     | 0      |
| Polska        | 2018    | 11    | 1      |
| Polska        | 2019    | 9     | 0      |
| Polska        | 2020    | 6     | 0      |
| Polska        | 2021    | 10    | 0      |
| Polska        | 2022    | 9     | 0      |
| Polska        | 2023    | 8     | 0      |
| Polska        | 2024    | 11    | 0      |
| Polska        | 2025    | 4     | 0      |
| Ogólnie       | Ogólnie | 69    | 1      |

| Mecze i gole w reprezentacji | Mecze i gole w reprezentacji | Mecze i gole w reprezentacji | Mecze i gole w reprezentacji | Mecze i gole w reprezentacji | Mecze i gole w reprezentacji | Mecze i gole w reprezentacji |
| Polska                       | Polska                       | Polska                       | Polska                       | Polska                       | Polska                       | Polska                       |
| Lp.                          | Data                         | Miasto                       | Przeciwnik                   | Gol                          | Wynik                        | Rozgrywki                    |
| ---------------------------- | ---------------------------- | ---------------------------- | ---------------------------- | ---------------------------- | ---------------------------- | ---------------------------- |
| 1.                           | 04.09.2017                   | Warszawa, Polska             | Kazachstan                   |                              | 3:0                          | el. MŚ 2018                  |
| 2.                           | 08.06.2018                   | Poznań, Polska               | Chile                        |                              | 2:2                          | towarzyski                   |
| 3.                           | 12.06.2018                   | Warszawa, Polska             | Litwa                        |                              | 4:0                          | towarzyski                   |
| 4.                           | 19.06.2018                   | Moskwa, Rosja                | Senegal                      |                              | 1:2                          | MŚ 2018                      |
| 5.                           | 24.06.2018                   | Kazań, Rosja                 | Kolumbia                     |                              | 0:3                          | MŚ 2018                      |
| 6.                           | 28.06.2018                   | Wołgograd, Rosja             | Japonia                      | Gol                          | 1:0                          | MŚ 2018                      |
| 7.                           | 07.09.2018                   | Bolonia, Włochy              | Włochy                       |                              | 1:1                          | LN 2018/2019                 |
| 8.                           | 11.09.2018                   | Wrocław, Polska              | Irlandia                     |                              | 1:1                          | towarzyski                   |
| 9.                           | 11.10.2018                   | Chorzów, Polska              | Portugalia                   |                              | 2:3                          | LN 2018/2019                 |
| 10.                          | 14.10.2018                   | Chorzów, Polska              | Włochy                       |                              | 0:1                          | LN 2018/2019                 |
| 11.                          | 15.11.2018                   | Gdańsk, Polska               | Czechy                       |                              | 0:1                          | towarzyski                   |
| 12.                          | 20.11.2018                   | Guimarães, Portugalia        | Portugalia                   |                              | 1:1                          | LN 2018/2019                 |
| 13.                          | 21.03.2019                   | Wiedeń, Austria              | Austria                      |                              | 1:0                          | el. ME 2020                  |
| 14.                          | 07.06.2019                   | Skopje\|, Macedonia Północna | Macedonia Północna           |                              | 1:0                          | el. ME 2020                  |
| 15.                          | 10.06.2019                   | Warszawa, Polska             | Izrael                       |                              | 4:0                          | el. ME 2020                  |
| 16.                          | 06.09.2019                   | Lublana, Słowenia            | Słowenia                     |                              | 0:2                          | el. ME 2020                  |
| 17.                          | 09.09.2019                   | Warszawa, Polska             | Austria                      |                              | 0:0                          | el. ME 2020                  |
| 18.                          | 10.10.2019                   | Ryga, Łotwa                  | Łotwa                        |                              | 3:0                          | el. ME 2020                  |
| 19.                          | 13.10.2019                   | Warszawa, Polska             | Macedonia Północna           |                              | 2:0                          | el. ME 2020                  |
| 20.                          | 16.11.2019                   | Jerozolima, Izrael           | Izrael                       |                              | 2:1                          | el. ME 2020                  |
| 21.                          | 19.11.2019                   | Warszawa, Polska             | Słowenia                     |                              | 3:2                          | el. ME 2020                  |
| 22.                          | 04.09.2020                   | Amsterdam, Holandia          | Holandia                     |                              | 0:1                          | LN 2020/2021                 |
| 23.                          | 07.09.2020                   | Zenica, Bośnia i Hercegowina | Bośnia i Hercegowina         |                              | 2:1                          | LN 2020/2021                 |
| 24.                          | 07.10.2020                   | Gdańsk, Polska               | Finlandia                    |                              | 5:1                          | towarzyski                   |
| 25.                          | 07.10.2020                   | Wrocław, Polska              | Bośnia i Hercegowina         |                              | 3:0                          | LN 2020/2021                 |
| 26.                          | 15.11.2020                   | Reggio nell’Emilia, Włochy   | Włochy                       |                              | 0:2                          | LN 2020/2021                 |
| 27.                          | 15.11.2020                   | Chorzów, Polska              | Holandia                     |                              | 1:2                          | LN 2020/2021                 |
| 28.                          | 25.03.2021                   | Budapeszt, Węgry             | Węgry                        |                              | 3:3                          | el. MŚ 2022                  |
| 29.                          | 31.03.2021                   | Londyn, Anglia               | Anglia                       |                              | 1:2                          | el. MŚ 2022                  |
| 30.                          | 1.06.2021                    | Wrocław, Polska              | Rosja                        |                              | 1:1                          | towarzyski                   |
| 31.                          | 14.06.2021                   | Petersburg, Rosja            | Słowacja                     |                              | 1:2                          | ME 2020                      |
| 32.                          | 19.06.2021                   | Sewilla, Hiszpania           | Hiszpania                    |                              | 1:1                          | ME 2020                      |
| 33.                          | 23.06.2021                   | Petersburg, Rosja            | Szwecja                      |                              | 2:3                          | ME 2020                      |
| 34.                          | 02.09.2021                   | Warszawa, Polska             | Albania                      |                              | 4:1                          | el. MŚ 2022                  |
| 35.                          | 08.09.2021                   | Warszawa, Polska             | Anglia                       |                              | 1:1                          | el. MŚ 2022                  |
| 36.                          | 12.10.2021                   | Tirana, Albania              | Albania                      |                              | 1:0                          | el. MŚ 2022                  |
| 37.                          | 15.11.2021                   | Warszawa, Polska             | Węgry                        |                              | 1:2                          | el. MŚ 2022                  |
| 38.                          | 24.03.2022                   | Glasgow, Szkocja             | Szkocja                      |                              | 1:1                          | towarzyski                   |
| 39.                          | 29.03.2022                   | Chorzów, Polska              | Szwecja                      |                              | 2:0                          | el. MŚ 2022 Baraże           |
| 40.                          | 01.06.2022                   | Wrocław, Polska              | Walia                        |                              | 2:1                          | LN 2022/2023                 |
| 41.                          | 08.06.2022                   | Bruksela, Belgia             | Belgia                       |                              | 1:6                          | LN 2022/2023                 |
| 42.                          | 11.06.2022                   | Rotterdam, Holandia          | Holandia                     |                              | 2:2                          | LN 2022/2023                 |
| 43.                          | 22.09.2022                   | Warszawa, Polska             | Holandia                     |                              | 0:2                          | LN 2022/2023                 |
| 44.                          | 25.09.2022                   | Cardiff, Walia               | Walia                        |                              | 1:0                          | LN 2022/2023                 |
| 45.                          | 16.11.2022                   | Warszawa, Polska             | Chile                        |                              | 1:0                          | towarzyski                   |
| 46.                          | 04.12.2022                   | Doha, Katar                  | Francja                      |                              | 1:3                          | MŚ 2022                      |
| 47.                          | 24.03.2023                   | Praga, Czechy                | Czechy                       |                              | 1:3                          | el. ME 2024                  |
| 48.                          | 27.03.2023                   | Warszawa, Polska             | Albania                      |                              | 1:0                          | el. ME 2024                  |
| 49.                          | 16.06.2023                   | Warszawa, Polska             | Niemcy                       |                              | 1:0                          | towarzyski                   |
| 50.                          | 20.06.2023                   | Kiszyniów, Mołdawia          | Mołdawia                     |                              | 2:3                          | el. ME 2024                  |
| 51.                          | 07.09.2023                   | Warszawa, Polska             | Wyspy Owcze                  |                              | 2:0                          | el. ME 2024                  |
| 52.                          | 10.09.2023                   | Tirana, Albania              | Albania                      |                              | 0:2                          | el. ME 2024                  |
| 53.                          | 17.11.2023                   | Warszawa, Polska             | Czechy                       |                              | 1:1                          | el. ME 2024                  |
| 54.                          | 21.11.2023                   | Warszawa, Polska             | Łotwa                        |                              | 2:0                          | towarzyski                   |
| 55.                          | 21.03.2024                   | Warszawa, Polska             | Estonia                      |                              | 5:1                          | el. ME 2024 Baraże półfinał  |
| 56.                          | 26.03.2024                   | Cardiff, Walia               | Walia                        |                              | 0:0 (k. 5:4)                 | el. ME 2024 Baraże finał     |
| 57.                          | 10.06.2024                   | Warszawa, Polska             | Turcja                       |                              | 2:1                          | towarzyski                   |
| 58.                          | 16.06.2024                   | Hamburg, Niemcy              | Holandia                     |                              | 1:2                          | ME 2024                      |
| 59.                          | 21.06.2024                   | Berlin, Niemcy               | Austria                      |                              | 1:3                          | ME 2024                      |
| 60.                          | 25.06.2024                   | Dortmund, Niemcy             | Francja                      |                              | 1:1                          | ME 2024                      |
| 61.                          | 05.09.2024                   | Glasgow, Szkocja             | Szkocja                      |                              | 3:2                          | LN 2024/2025                 |
| 62.                          | 08.09.2024                   | Osijek, Chorwacja            | Chorwacja                    |                              | 0:1                          | LN 2024/2025                 |
| 63.                          | 12.10.2024                   | Warszawa, Polska             | Portugalia                   |                              | 1:3                          | LN 2024/2025                 |
| 64.                          | 15.10.2024                   | Warszawa, Polska             | Chorwacja                    |                              | 3:3                          | LN 2024/2025                 |
| 65.                          | 15.11.2024                   | Porto, Portugalia            | Portugalia                   |                              | 1:5                          | LN 2024/2025                 |
| 66.                          | 21.03.2025                   | Warszawa, Polska             | Litwa                        |                              | 1:0                          | el. MŚ 2026                  |
| 67.                          | 24.03.2025                   | Warszawa, Polska             | Malta                        |                              | 2:0                          | el. MŚ 2026                  |
| 68.                          | 06.06.2025                   | Chorzów, Polska              | Mołdawia                     |                              | 2:0                          | towarzyski                   |
| 69.                          | 10.06.2025                   | Helsinki, Finlandia          | Finlandia                    |                              | 1:2                          | el. MŚ 2026                  |

## Sukcesy

### Lech Poznań
- Mistrzostwo Polski: 2014/2015
- Superpuchar Polski: 2016

### Indywidualne
- Odkrycie roku w Plebiscycie Piłki Nożnej: 2016

## Życie prywatne
Jest młodszym bratem polskiego bramkarza – Filipa (ur. 26 września 1992). W czerwcu 2022 ożenił się z Julią Nowak, z którą ma córkę Lilly (ur. 2021). 